# South West Rocks
South West Rocks se encuentra en la costa norte de Nueva Gales del Sur, (Australia) cerca de la desembocadura del río Macleay. Se encuentra a unos 40 km de Kempsey. 
La población de South West Rocks es de 4.069 personas, aunque la ciudad mantiene una tasa de crecimiento constante, la población turística de South West Rocks aumenta notablemente durante la temporada navideña. Hermosos paisajes, numerosas playas y atracciones hechas por el hombre, como prueba la Bahía de cárcel y el Faro del Cabo se publican como atracciones turísticas locales.

## Clima
South West Rocks tiene un clima subtropical cálido y húmedo. El mes más caluroso en promedio es de febrero, con una temperatura media máxima de 26,9 °C y el mes más frío es julio, en promedio, con una temperatura media máxima de 18,7 °C. El mes más lluvioso es marzo y el mes más seco es septiembre. 
La actividad tormentosa de South West Rocks es activa durante el período de septiembre a marzo (ambos inclusive), son los meses donde el riesgo de una fuerte tormenta eléctrica se incrementa debido a una frecuencia relativamente alta de las condiciones atmosféricas inestables que favorecen el desarrollo de tormentas.
|                                         | Ene   | Feb   | Mar   | Abr   | May   | Jun   | Jul  | Ago  | Sep  | Oct  | Nov   | Dic   | Año    |
| --------------------------------------- | ----- | ----- | ----- | ----- | ----- | ----- | ---- | ---- | ---- | ---- | ----- | ----- | ------ |
| Temperatura media de máxima (°C)        | 26.8  | 26.9  | 26.1  | 24.0  | 21.4  | 19.2  | 18.7 | 19.8 | 21.7 | 23.2 | 24.4  | 25.9  | 23.2   |
| Temperatura media de mínima (°C)        | 19.5  | 19.7  | 18.8  | 16.6  | 14.3  | 12.1  | 11.2 | 11.7 | 13.4 | 15.1 | 16.7  | 18.4  | 15.6   |
| Lluvia total media (mm)                 | 149.7 | 169.1 | 183.9 | 169.9 | 135.6 | 131.8 | 78.8 | 82.2 | 56.9 | 91.3 | 112.8 | 118.5 | 1481.1 |
| Número medio de días de lluvia (>0.2mm) | 13.5  | 14.0  | 15.3  | 12.8  | 11.3  | 10.4  | 8.0  | 8.2  | 8.4  | 11.1 | 11.8  | 12.56 | 137.4  |